# Visioni di robot
Visioni di robot (Robot Visions) è un'antologia di racconti di fantascienza dello scrittore Isaac Asimov che ha per protagonisti i robot positronici. Pubblicata nel 1990, contiene storie già presenti in altre sue antologie (come Io, Robot e Antologia del bicentenario). Inoltre, è inclusa anche la storia Visioni di robot, che dà il nome alla raccolta.

## Elenco delle storie

### Racconti
- Visioni di robot (Robot Visions, 1990)
- Così non va (Too Bad!, 1989)
- Robbie (Robbie, 1940)
- Essere razionale (Reason, 1941)
- Bugiardo! (Liar!, 1941)
- Circolo vizioso (Runaround, 1942)
- La prova (Evidence, 1946)
- Il robot scomparso (Little Lost Robot, 1947) - assente dall'edizione italiana
- Conflitto evitabile (The Evitable Conflict, 1950)
- Intuito femminile (Feminine Intuition, 1969)
- L'uomo bicentenario (The Bicentennial Man, 1976)
- Un giorno... (Someday, 1956)
- Finalmente! (Think!, 1977)
- Il segregazionista (Segregationist, 1967)
- Immagine speculare (Mirror Image, 1972)
- Lenny (Lenny, 1957)
- Il correttore di bozze (Galley Slave, 1957)
- Natale senza Rodney (Christmas Without Rodney, 1988)

### Saggi
- I robot che ho conosciuto (Robots I Have Known, 1954)
- I nuovi docenti (The New Teachers, 1976)
- Quel che desideriamo (Whatever You Wish,1977)
- Farsi gli amici (The Friends We Make, 1977)
- I nostri intelligenti attrezzi (Our Intelligent Tools, 1977)
- Le leggi della robotica (The Laws of Robotics, 1979)
- Futuro fantastico (Future Fantastic, 1989)
- La macchina e il robot (The Machine and the Robot, 1978)
- La nuova professione (The New Profession, 1979)
- Il robot come nemico? (The Robot As Enemy?, 1979)
- Intelligenze insieme (Intelligences Together, 1979)
- I miei robot (My Robots, 1987)
- Le leggi dell'umanica (The Laws of Humanics, 1987)
- Organismo cibernetico (Cybernetic Organism, 1987)
- Il senso dell'umorismo (The Sense of Humor, 1988)
- Rapporti fra robot (Robots in Combination, 1988)

## Edizioni
(parziale)
- Isaac Asimov, Visioni di robot, Oscar Mondadori, 1990, ISBN 88-515-2103-4.